# 孫光萱
孫光萱（1934年—），浙江余姚人，中國學者，原上海教育學院中文系教授（该校于1972年与华东师范大学合并为上海师范大学，1978年复校，1998年9月再度併入華東師範大學）。曾著有散文集《詩與人生》，與古遠清合著有《詩歌修辭學》，其後孙光萱因質疑作家余秋雨在文革时期的政治问题而受到媒體的採訪和報道。

## 生平
1957年肄业于北京外交学院外交系，历任华东师大附中团委书记、语文教研组组长，上海教育学院中文系教授、现代文学教研室主任、学报常务副主编、编审，亦曾擔任原上海教育学院图书馆和中学教育资料馆（后改名為上海教育学院图书资料中心）副館長、舘長。
文化大革命期间，成为上海“罗思鼎”写作组成员。1972年與余秋雨同時被選入“复旦大学、上海师大复课教材编写组（《鲁迅传》编写小组）”，是的十一位初始成員之一。
1974年，该小组从复旦大学搬迁到上海巨鹿路，人数减少了超过一半，包括余秋雨在内的很多人离开了小组，而孙光萱是仅存的几个成员之一。由于不再负责教材编写工作，工作组正式开始使用“石一歌”的笔名，进行人员补充后，该组从事了一系列思想左倾的文学人物传记编写工作。1974年至1976年四人帮倒台前，“石一歌”进行的136次会议中孙光萱参加了134次，有两次病假。1976年到1978年“两个凡是”期间，“石一歌”又进行了93次会议，孙光萱参加了76次，另17次均“另有会议”。1977年12月，上海写作组文藝組黨小組進行改選，被選為黨小組副組長，曾在“两个凡是”期间出任清查工作。
2004年因出面指称余秋雨說謊，并表示可以提供“两个凡是”期间清查后私藏的资料。余秋雨在自傳《借我一生》中稱之為“金牙齿”，并多次表示不会在自己笔下使用此人的真实姓名，以示对其行事的不满。